# Torreano
Torreano (Torean in friulano, Tavorjana in sloveno) è un comune italiano di 2 031 abitanti del Friuli-Venezia Giulia.

## Geografia fisica
Il territorio comunale è situato tra la pedemontana e le Prealpi Giulie nel Friuli orientale, subito a nord di Cividale del Friuli. È attraversato in lungo, da nord a sud, dal torrente Chiarò, affluente indiretto del Torre, nella cui valle si trova la maggior parte degli abitati. 
In seguito l'elenco delle montagne presenti nel territorio: Joanaz/Juanac (1167 m), Caludranza/Kaludranca (974 m), Klabuk (973 m).
Inoltre sono presenti altre montagne incluse nel paesaggio, come il Craguenza/Kraguojnca (949 m), il Mladesiena (711 m) e il monte S. Lorenzo (913 m). Altra caratteristica è che fin dai romani qui si estrae la Pietra Piasentina, che è da sempre alla base dell'econonia torreanese e le cui cave sono un elemento ben visibile anche da chilometri di distanza.

## Storia
Menzionato nel medioevo col nome di Tauriano, è l'evoluzione del prediale latino Taurianus, a sua volta derivato dal nome di una gens o dal nome proprio Taurius, o forse toponimo di origine più antica, da ricondurre a insediamenti di galli Taurisci nella zona.
Nel medioevo era un piccolo nucleo abitato che circondava l'antico castellum, di origine romana (sono stati trovati reperti di epoca giuliana). Pian piano gli abitanti scesero più a valle, abbandonando il castellum, nell'attuale borgo Cragnolino (borc dal Crain in friulano). Durante questi periodi sono abbastanza famose le dispute con Prestento (sua attuale frazione) per diventare una parrocchia autonoma, obiettivo raggiunto solo all'inizio del XX secolo. 
Importante ruolo ha rivestito la professione dei "Picapiera", degli scalpellini che hanno lavorato, e lavorano tuttora, nelle cave di Pietra Piasentina. Per secoli, la pietra, è stata colonna portante dell'economia torreanese, tant'è che, sparse nel territorio si sono stimate esserci state più di 40 cave. 
Peculiarità del territorio di Torreano è di trovarsi a cavallo tra l'area linguistica friulana (della quale fa parte la maggioranza dei locutori) e quella slava dell'Alta val Torre, in cui è ancora diffuso un dialetto legato al sistema linguistico sloveno e, in particolare, al po nasen.
Il paese è suddiviso in borghi, i quali fino ad un secolo fa erano veri e propri paesi distaccati l'uno dall'altro, questo a testimoniare non come il paese sia cresciuto demograficamente (se si nota nell'evoluzione demografica il numero è addirittura diminuito), ma come i residenti delle frazioni montane siano scesi a valle, lasciando le loro residenze native. A testimonianza di questa espansione, inoltre, è presente sulla parete sud dello storico "Bar Da Checo", l'incisione "Torreano 1910", dimostrazione di come il paese all'epoca cominciasse in quel punto, mentre oggi lo stesso punto è considerato il centro cittadino.

## Monumenti e luoghi d'interesse
- Chiesa di San Martino Vescovo
- Chiesa di San Rocco a Montina
- Chiesa di Sant'Ermacora e Fortunato a Costa
- Madonnina del Domm
- Grotta di Lourdes
- Leone ingabbiato di Masarolis
- Prati del Joanaz
- Prati del Craguenza

## Società

### Evoluzione demografica
Abitanti censiti

### Lingue e dialetti
A Torreano, accanto alla lingua italiana, la popolazione utilizza la lingua friulana. Ai sensi della Deliberazione n. 2680 del 3 agosto 2001 della Giunta della Regione autonoma Friuli-Venezia Giulia, il Comune è inserito nell'ambito territoriale di tutela della lingua friulana ai fini della applicazione della legge 482/99, della legge regionale 15/96 e della legge regionale 29/2007. La lingua friulana che si parla a Torreano rientra fra le varianti appartenenti al friulano centro-orientale. Particolarità del friulano di Torreano è di utilizzare la "a" come suffisso alle parole al posto della tradizionale "e".

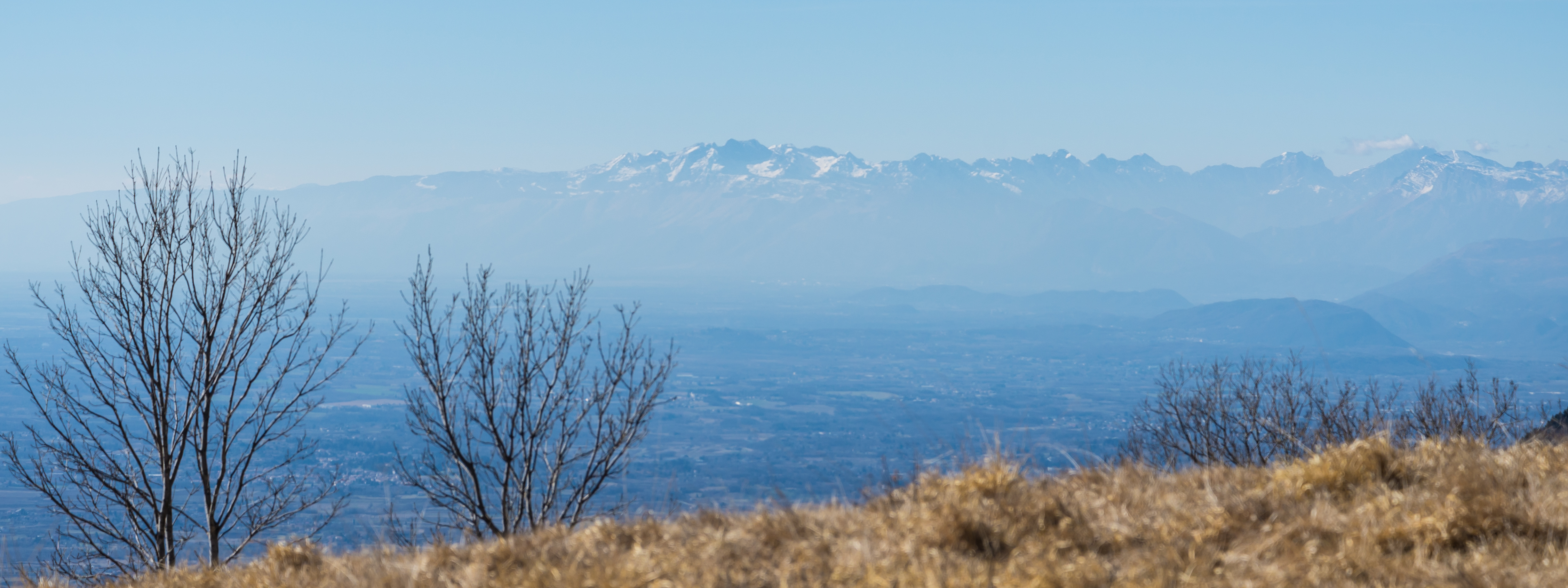
Vista dai prati del Monte Joanaz

Nelle frazioni della parte alta del comune (Costa/Podgrad, Canalutto/Skrìla, Masarolis/Mažeruola, Reant/Derjan, Tamoris/Tamora) è parlato il locale dialetto sloveno, tutelato ai sensi della Legge 38/2001 in ottemperanza al DPR 12 settembre 2007 "Approvazione della tabella dei comuni del Friuli-Venezia Giulia nei quali si applicano le misure di tutela della minoranza slovena, a norma dell'articolo 4 della legge 23 febbraio 2001, n. 38 "Norme per la tutela della minoranza linguistica slovena della regione Friuli - Venezia Giulia" .

### Gemellaggi
Saint-Sulpice-le-Guérétois

## Geografia antropica
Il paese è stato caratterizzato nel passato da una forte migrazione soprattutto nell'Europa centrale (Belgio, Francia, Germania e Svizzera), nelle Americhe ed in Australia, non essendoci in loco sbocchi occupazionali. Alcuni emigrati sono tornati a seguito della ricostruzione successiva al terremoto del 1976, parte delle persone torna durante il periodo estivo per trascorrere le vacanze assieme ai parenti o per usufruire delle case di proprietà nel paese. Nel comune sono presenti una moltitudine di frazioni: Canalutto, Costa, Masarolis, Montina, Prestento, Reant, Ronchis, Togliano, Tamoris, Rieca, Zamparutti e Laurini.

## Sport

### Calcio
La squadra di calcio della città è l'Unione Sportiva Torreanese che milita nel girone B friulano di 1ª Categoria, e tra il 2013 e il 2015 ha militato per due stagioni nel girone B friulano di Promozione, perdendo la finale di playoff per l'Eccellenza.

## Curiosità
Il padre di Arturo Malignani, Giuseppe, era di Torreano. Tutta la famiglia Malignani è originaria di Torreano, ed ancora oggi sono presenti, ad Arturo in particolare è stata intitolata la piazza principale del paese, a cui era molto legato. Il padre era andato a Udine per aprire un suo studio di fotografia.